# Toulicia subsquamulata
Toulicia subsquamulata är en kinesträdsväxtart som beskrevs av Ludwig Radlkofer. Toulicia subsquamulata ingår i släktet Toulicia och familjen kinesträdsväxter. Inga underarter finns listade i Catalogue of Life.